# Nałęczów (gmina)
Nałęczów – gmina miejsko-wiejska w województwie lubelskim, w powiecie puławskim. W latach 1975–1998 gmina położona była w województwie lubelskim.
Siedziba gminy to Nałęczów.
Według danych z 30 czerwca 2010 gminę zamieszkiwało 9499 osób. Natomiast według danych z 31 grudnia 2017 roku gminę zamieszkiwało 8955 osób.
Gmina Nałęczów jest najmniejszą terytorialnie gminą miejsko-wiejską województwa lubelskiego.
Gmina zajęła trzecie miejsce w rankingu podsumowanie kadencji 2010–2014 w kategorii „gmin turystycznych” o najwyższych zmianach w potencjale finansowym w latach 2010–2013 opracowanym przez firmę „Curulis”.

## Struktura powierzchni
Według danych z roku 2002 gmina Nałęczów ma obszar 62,86 km², w tym:
- użytki rolne: 82%
- użytki leśne: 7%

Gmina stanowi 6,74% powierzchni powiatu.

## Demografia

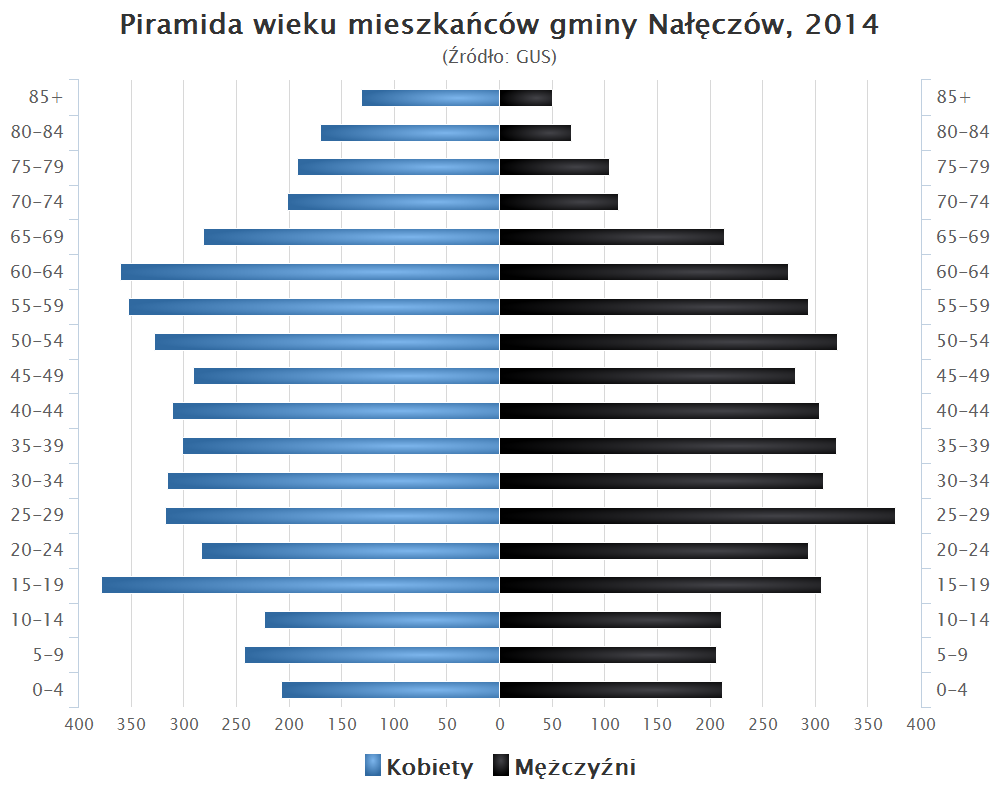
Piramida wieku mieszkańców gminy Nałęczów w 2014 roku

Dane z 30 czerwca 2010:
| Opis                              | Ogółem | Ogółem | Kobiety | Kobiety | Mężczyźni | Mężczyźni |
| --------------------------------- | ------ | ------ | ------- | ------- | --------- | --------- |
| jednostka                         | osób   | %      | osób    | %       | osób      | %         |
| populacja                         | 9499   | 100    | 5078    | 53,5    | 4421      | 46,5      |
| gęstość zaludnienia (mieszk./km²) | 150,9  | 150,9  | 80,7    | 80,7    | 70,3      | 70,3      |

## Sołectwa
- miejskie: Bochotnica, Charz A, Charz B, Chruszczów, Kolonia Nałęczów,
- wiejskie: Antopol,  Bochotnica-Kolonia, Bronice, Chruszczów-Kolonia, Cynków, Czesławice, Drzewce, Kolonia Bronice, Kolonia Drzewce, Ludwinów, Paulinów, Piotrowice, Sadurki, Strzelce[3].

## Sąsiednie gminy
Garbów, Jastków, Kurów, Markuszów, Wąwolnica, Wojciechów